# Matthias Heinrich

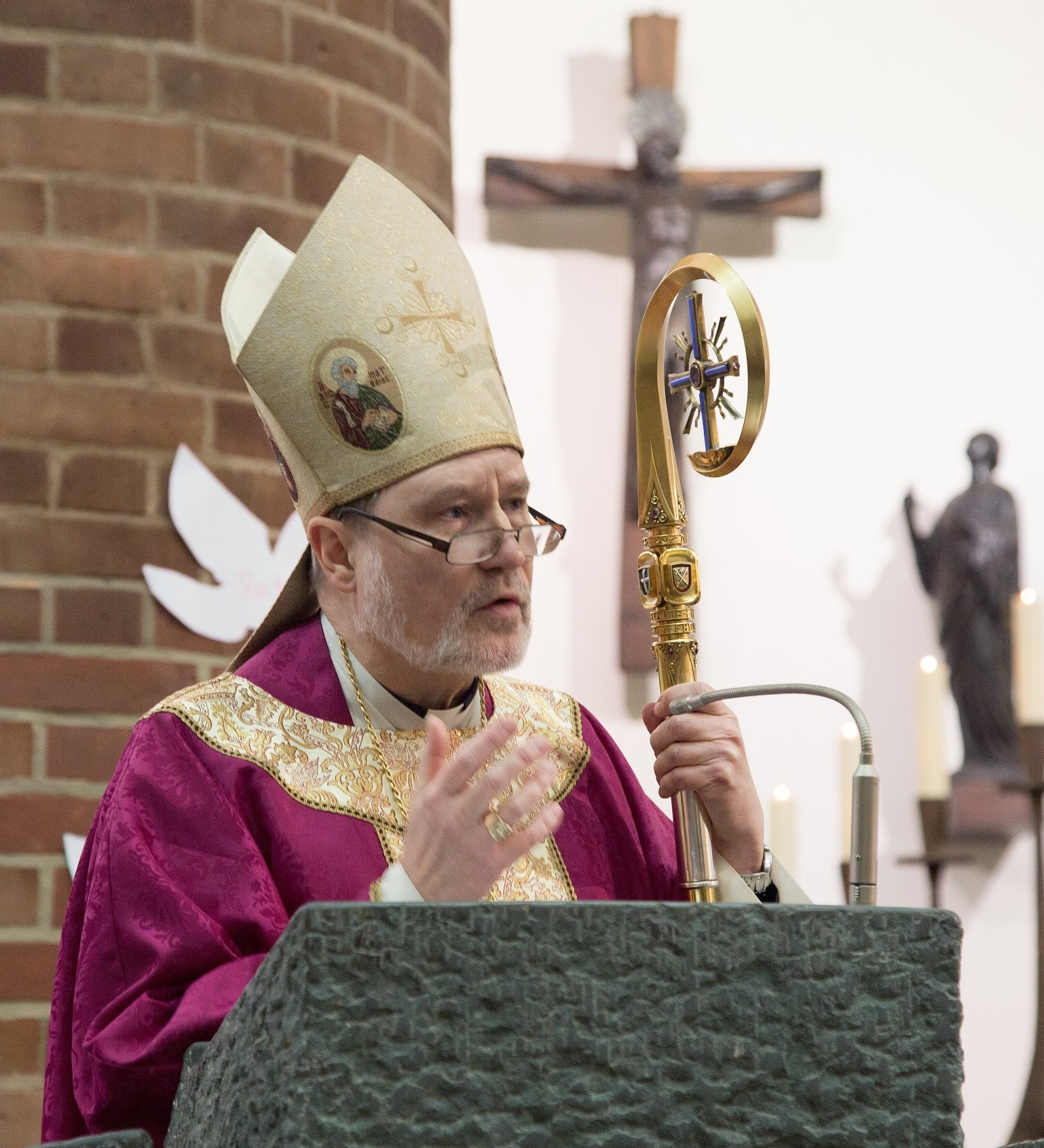
Weihbischof Heinrich bei einer Firmung in Maria, Hilfe der Christen, Berlin-Spandau (2016)

Heinrichs Wappen als Weihbischof

Matthias Heinrich (* 26. Juni 1954 in Berlin) ist ein deutscher römisch-katholischer Geistlicher und Weihbischof in Berlin.

## Leben
Nach dem Studium der katholischen Theologie und der Philosophie an der Theologischen Fakultät Paderborn wurde Heinrich am 22. November 1980 zum Diakon und am 20. Juni 1981 von Joachim Meisner zum Priester geweiht. Nach Kaplansjahren an St. Bonifatius in Berlin-Kreuzberg wurde Matthias Heinrich 1984 zum Domvikar ernannt, war als Jugendseelsorger im Westteil des Bistums Berlin tätig und für die Berufungspastoral verantwortlich. 1985 wurde er Regens des Berliner Priesterseminars. Ab 1989 studierte Heinrich an der Päpstlichen Universität Gregoriana Kanonisches Recht und wurde 1998 mit der Dissertationsschrift Das Autoritätsverständnis der insularen Bußbuchliteratur. Eine Untersuchung zur Rechtslegitimation und zum Rechtscharakter der nicht-kontinentalen Pönitentialien zum Dr. iur. can. promoviert. Während seiner Zeit in Rom war Heinrich auch Vizerektor des Priesterkollegs am Campo Santo Teutonico. Nach seiner Rückkehr nach Berlin wurde er 1998 zum Ordinariatsrat ernannt. Von 2003 bis 2012 leitete er als Bischofsvikar das Personaldezernat des Erzbistums. 2004 wurde er zum Domkapitular des Metropolitankapitels der St.-Hedwigs-Kathedrale berufen.
Am 18. Februar 2009 ernannte Papst Benedikt XVI. Matthias Heinrich zum Titularbischof von Thibaris und zum Weihbischof in Berlin. Gleichzeitig wurde die Emeritierung des bisherigen Weihbischofs in Berlin, Wolfgang Weider, zum April bekanntgegeben. Die Bischofsweihe spendete ihm Georg Kardinal Sterzinsky am 19. April desselben Jahres in der St.-Hedwigs-Kathedrale; Mitkonsekratoren waren der Erzbischof von Köln, Joachim Kardinal Meisner, und der emeritierte Berliner Weihbischof Wolfgang Weider. Aus Anlass seiner Ernennung wählte sich Matthias Heinrich den bischöflichen Wahlspruch Illum oportet crescere („Er muss wachsen“), der dem Johannesevangelium (Joh 3,30 ) entstammt.
Vom 24. Februar 2011 bis zur Amtseinführung des neuen Berliner Erzbischofs Rainer Maria Woelki am 27. August 2011 leitete Heinrich gemäß den Bestimmungen des Kirchenrechts zunächst kommissarisch die Amtsgeschäfte des Erzbistums Berlins, bis ihn das Domkapitel am 28. Februar 2011 zum Diözesanadministrator wählte. Mit Wirkung zum 1. März 2012 gab Weihbischof Heinrich die Leitung des Personaldezernats ab und übernahm das Offizialat von Tobias Przytarski, der zum Generalvikar ernannt wurde. Erzbischof Heiner Koch bestätigte ihn als Offizial und ernannte ihn mit Wirkung vom 1. Dezember 2015 zusätzlich zum Bischofsvikar für die Ökumene.
In der Deutschen Bischofskonferenz ist Matthias Heinrich Mitglied in der Liturgiekommission, der Kommission für gesellschaftliche und soziale Fragen und der Migrationskommission.
Matthias Heinrich ist Assoziationskaplan des Souveränen Malteserordens.

## Positionen
Heinrich gehört zu der 15%igen Minderheit der deutschen Bischöfe, die eine Frauenordination immer noch vollständig ablehnen; auf dem Synodalen Weg in Deutschland stimmte er 2022 und 2023 sowohl gegen eine Überprüfung des Ausschlusses der Frauen vom Priesteramt durch den Vatikan als auch gegen den Zugang der Frauen zum Diakonat, der niedrigsten Ordinationsstufe.